# Горшково (муниципальный округ Егорьевск)
Горшко́во — деревня в муниципальном округе Егорьевск Московской области России. 

## География
Деревня Горшково расположена в северо-западной части муниципального округа Егорьевск, примерно в 3,5 километра к западу от города Егорьевск. Высота над уровнем моря — 150 метров.

## Название
Название связано с некалендарным личным именем Горшок.

## История
В 1926 году деревня входила в Горшковский сельсовет Ильинской волости Егорьевского уезда.
До 1994 года Горшково входило в состав Ефремовского сельсовета Егорьевского района, а в 1994—2006 году — Ефремовского сельского округа.
До 2015 года входила в состав городского поселения Егорьевск.
В 2015 году вошла в состав городского округа Егорьевск, образованного в том же году путем упразднения Егорьевского района и объединения всех его поселений в единый городской округ.

## Демография
В 1926 году — 517 человек (250 мужчин, 267 женщин). По переписи 2002 года — 128 человек (56 мужчин, 72 женщины). Население — 131 человек (2010).
| 1926 | 2002 | 2006 | 2010 |
| ---- | ---- | ---- | ---- |
| 517  | ↘128 | ↗134 | ↘131 |